# Casa del Teatro (película)
Casa del Teatro es una película de Argentina filmada en colores dirigida por Hernán Rosselli sobre su propio guion escrito en colaboración con Santiago Hadida que se estrenó el 25 de octubre de 2018.

## Sinopsis
El actor Oscar Brizuela, de 80 años, vive en la Casa del Teatro, una institución que aloja actores y gente del espectáculo retirados, mientras se va recuperando despacio de las secuelas de un infarto. Tiene poco contacto con su familia y desearía saber de su hijo Maximiliano, del que hace 10 años no tiene noticias y contrata a quien parece ser un investigador privado. Con un registro que combina found footage, documental de observación y reportaje, esta película intenta representar esa deriva.

## Reparto
Intervinieron en el filme:
- Oscar Brizuela
- Ángeles Jiménez
- Mónica Patiño
- Fernando Ortega
- Jack Caitak
- Miguel Fontes
- Rosa Escalada

## Comentarios
Juan Pablo Cinelli en Página 12 escribió:

”Roselli consigue hacer que sea el documental el que tome prestadas las herramientas de la ficción. Con ellas va montando un retrato de Brizuela...En paralelo a este registro directo, Roselli utiliza una vieja película protagonizada por un joven Brizuela para ilustrar el relato entrecortado y a veces confuso de la relación con su hijo, con sus mujeres y algunas de sus experiencias como actor...Casa del Teatro va asumiendo el perfil de una película de intrigas, una de detectives pero incapaz de llegar a los extremos del film noir, porque no hay forma de no sentir ternura por Brizuela y sus compañeros de residencia, abandonados y ya sin los brillos que alguna vez tuvieron...el trabajo de Roselli es también una elegía. Con ella homenajea a aquellos artistas con quienes el olvido ha sido impiadoso pero que...  también se merecen el rescate del cine. “

Paula Vázquez Prieto en La Nación escribió:

”…una película sobre la espera. La espera por un reencuentro, por un hallazgo, por una vuelta a la vida. La cámara...se afirma en los recodos de una búsqueda que parte de su personaje y llega nuevamente a él. El actor Oscar Brizuela es entonces presa y detective, es quien pelea por reconstruir su memoria, por recuperar lo perdido, y también quien juega a ser descubierto por quien lo filma, como lo fue en su juventud por el ojo atento de Libertad Leblanc cuando lo vio por primera vez…Contenida, casi renuente a rozar el patetismo,...combina al Brizuela de Póker de amantes, voyeur y seductor de la Argentina de Onganía, con el Brizuela de la vejez, inquieto habitante de esos pasillos cargados de historia, aquella que sigue guardada en la memoria aunque a veces se escape.”